# 고양이와 할아버지
《고양이와 할아버지》(일본어: ねことじいちゃん)는 2019년에 공개한 일본의 영화이다.

## 캐스팅

### 주연
- 타테카와 시노스케 : 다이키치 역

### 조연
- 시바사키 코우 : 미치코 역
- 코바야시 카오루 : 이와오 역
- 에모토 타스쿠 : 와카무라 켄타로 역
- 긴푼초 : 사치 역
- 다나카 유코 : 요시에 역
- 야마나카 타카시 : 즈요시 역
- 하야마 쇼노 : 우치무라 사토시 역
- 타네 라쿠코
- 코바야시 토시에

## 수상 목록
- 2019년 제23회 판타지아 영화제 장편 영화

## 수입사
- 엔케이컨텐츠